# مكتبة آنجيليكا
مكتبة آنجيليكا أَحَّد أهمَّ المكتبات العامَّة وأَكثرها عراقة فِي رُوّما، عَاصِمَةُ الجمهوريّة الإيطاليّة. تضمَّ أَكثر من 100 أَلَّف كتَّاب ومخطوط ومجموعةٍ مِن النُّصُوص. جُمِعت عبِر عُقُودٍ طوِيلةٌ، بفضِّل جُهُود مُؤَسِّس المكتبة الأسقف الأُوغسطيِّ آنجيلو رُوكا (1545-1620) الَّذِي سمَّيت المكتبة تيمناً باسِمه، والَّذِي اِفتتحها للجمِيعٌ فِي العامَّ 1604م، حيثُ كانت المكتبات فِيما مَضَّى فِي رُوّما حكِراً على النُبلاء والمُفكَّرِين الكبّار إلاَّ أنهُ سمَح هُو لِعامَّة الشّعب بإستِخدامها وكانت بذلك أَوَّل مكتبةٍ مِن نوعِها فِي أُورُوبَّا خِلال عُقُود.

## تارِيخُ إِنشاءِ المكتبة
فِي القُرُونُ الَّتِي سبقت إِنشاءُ المكتبة تكوُّن لدى الرُّهبان مجمُوعةٌ منِ المخطُوطَاتِ الثَّمينة مِن خِلَال إهداءات النُبلاء الرّومان، بالإضافة لِتِلك الَّتِي فِي حَوزة الرُّهبان أَنفسهُم، والتي كانوا بدورهم يورِّثونها إِلى الدَّير. أنشأَ الأَسْقُف آنجيلو رُوكا مكتبةٍ جدِيدة تضمَّ هَذِهِ المجمُوعات فِي مكان مُناسب، وأُرِيد لها أنّ تكوَّن فائدتها للجميع. ومِن ثُمَّ تلقت المكتبة المزيِّد مِن الكتَّاب والتبرُّعات الَّتِي ساهمتِ فِي بِناء المكتبة وكوَّن تاريخها العرِيقٌ الَّذِي يُمثل العدِيد مِن الثقافات والصُنوف الأدبيّة. ومُنذ البداية اِحتفظت المكتبة بِالعدِيدِ مِن النُّصُوص، والكتَّاب، والمخطُوطَاتِ بِاللُّغةِ العربِيَّة، وباللاّتينيّة معَّ العربِيَّة، وبكتَّب مَطبوعة مِن القرن 16 إِلى 17 وبِالعدِيدِ مِن النُّصُوص القِرانِيَّة، والتَرْجمات، والأبحاث، والدَّرَّاسات. تأَسَّست المكتبة عام 1604م بِالقُرب مِن سَاحة نافُونا أَجمل السَّاحات وأكثرهَا شُهرة فِي العاصِمة رُوّما. وأُشرِع بابِ المكتبة لِخدمة العامَّة فِي العامَّ 1609م. ومُنذ العامَّ 1975م، والمكتبة تحت إِشراف وِزارةُ التُّراث القومِيِّ والأَنشِطة الثَّقافِيَّة الإيطالية.

## وصِلات خَارِجِيَّة
- الصَّفحة الرَّسمِيَّة لِمكتبة آنجيليكا (بِاللُّغة الإيطالية، والإنجليزية).